# ایکلینگن
ایکلینگن (به آلمانی: Eicklingen) یک شهر در آلمان است که در Celle واقع شده‌است. ایکلینگن ۳٬۲۶۲ نفر جمعیت دارد.

## خواهرخوانده
شهر دوویل خواهرخواندهٔ ایکلینگن هست.